# Biton transvaalensis
Biton transvaalensis es una especie de arácnido  del orden Solifugae de la familia Daesiidae.

## Distribución geográfica
Se encuentra en el sur de África.